# Коли (селище)
Коли (рос. Коли) — селище Бокситогорського району Ленінградської області Росії. Входить до складу Самойловського сільського поселення.
Населення — 454 особи (2003 рік). 